# Elección presidencial de El Salvador de 1967
La elección presidencial de El Salvador de 1967 fue el día domingo 5 de marzo de 1967. El resultado fue la victoria de Fidel Sánchez Hernández del PCN, quien ganó con el 54.37% de votos.

## Gobierno de Fidel Sánchez Hernández
Tras el triunfo de su antecesor Julio Adalberto Rivera dejaría la presidencia hacia el General Fidel Sanchez Hernandez quien triunfaría las elecciones siendo el segundo militar del Partido de Conciliacion Nacional en gobernar el país, el gobierno de Hernández tuvo que lidiar con las políticas anticomunistas lideradas por la Fuerza Armada a través de sus gobiernos antecesores, además de los precios del café y de la economía del país. 
Su gobierno se caracterizó en ayudar a las familias de escasos recursos, su gabinete estaba compuesto de civiles especializados en sus arias, Hernández también se reunía con personajes de la política salvadoreña era carismático y a veces escuchaba los problemas de la población, se comenta que Hernández tuvo la idea de devolverles el poder a los civiles nuevamente, sugirió a Reynaldo Galindo Polh como candidato presidencial pero este declino la propuesta.

## Guerra del Futbol
En 1969, dos años después de las elecciones el gobierno de Sanchez Hernandez enfrentaría su más alta crisis geopolítica debido a que los campesinos salvadoreños residentes en honduras estaban siendo víctimas de persecución por parte de la Mancha Brava y despojo a sus tierras aunque la guerra se conocía originalmente o erróneamente como guerra por partido de futbol debido a que tanto las selecciones de Honduras y El Salvador disputaron partidos en ambos países en los Estadios Tiburcio Carias en Tegucigalpa y Flor Blanca en San Salvador rumbo al mundial México 1970 pero la verdadera causa fue la disputa de tierras en ambos países,  el General Oswaldo Lopez Arellano llegaría a la presidencia de Honduras a través de un golpe de Estado hacia el presidente Ramon Villeda Morales en 1963 esto provocaría la aprobación de la reforma agraria en el vecino país el cual afectaría a los campesinos salvadoreños días antes el presidente Sanchez Hernandez intentaría dialogar con su homólogo hondureño pero la respuesta fue inconclusa, 3 días después El Salvador declararía la guerra hacia Honduras con la Guerra de las 100 horas que solo duraría unos pocos días pues por presiones de la OEA, El Salvador retiraría sus tropas de Honduras que ya habían tomado Ocotepeque y otros lugares aledaños. 

## Fraude Electoral de 1972
Tras concluir las elecciones de 1972, Arturo Armando Molina ganaría dichas elecciones pero a través de un fraude electoral según denuncias de la Unión Nacional Opositora, La Oposición Rechazó rotundamente el triunfo de Molina debido a que era ilegal ya que José Napoleón Duarte candidato opositor ganó las elecciones con amplia mayoría absoluta fue de este modo que Duarte junto con otros líderes democristianos y militares ligados a la oposición estarían dispuestos a realizar un intento de golpe de Estado pero este fracasaría debido a la débil logística planeada por ellos, el golpe iba hacia el presidente Fidel Sánchez Hernández que tuvo que lidiar dicho atentado pero terminaría saliendo ileso del evento y entregando la banda presidencial a Molina, continuando con el oficialismo en el poder.
- Datos: Q7406537